# Реальний сектор економіки
Реальний сектор економіки (РСЕ) — сукупність галузей економіки, які виробляють матеріальні і нематеріальні товари та послуги, за винятком фінансово-кредитних і біржових операцій, що відносяться до фінансового сектору економіки.